# Fundo de Manutenção e Desenvolvimento do Ensino Fundamental e de Valorização do Magistério
Fundo de Manutenção e Desenvolvimento do Ensino Fundamental e de Valorização do Magistério (FUNDEF) foi um conjunto de fundos contábeis formado por recursos dos três níveis da administração pública do Brasil para promover o financiamento da educação básica pública.
Antes uma parcela das receitas públicas eram destinadas à educação como um todo. A proposta desse fundo era definir uma parcela que atendesse especificamente ao ensino fundamental (1ª a 8ª série), através de uma redistribuição dos recursos provenientes de impostos aplicados pelos municípios e Estados.
Apesar dos resultados positivos em muitos Estados, surgiu a proposta de sua substituição pelo Fundo de Manutenção e Desenvolvimento da Educação Básica (FUNDEB), que não investe apenas no ensino fundamental, mas também no ensino médio e na educação infantil, além de praticamente multiplicar por dez o aporte de complementação de recursos da União, de menos de 1% para 10%.

## Duração
Foi implantado no Brasil pela Emenda Constitucional nº. 14 de 1996 no governo do então presidente Fernando Henrique Cardoso, mas só começou a vigorar em 1998. Seu prazo de duração era de 10 anos, expirado em 2006.
Em 2007, no governo do então presidente Luiz Inácio Lula da Silva, começou a vigorar o FUNDEB, com duração prevista de 14 anos.

## Objetivos
- 1. Pagar os docentes e outros funcionários que atuem diretamente na ministração do ensino, como diretores e vice-diretores, coordenadores pedagógicos e orientadores educacionais em exercício.
- 2. Pagar encargos sociais devidos pelo Poder Público.
- 3. Investimento na melhoria dos professores que se encaixam nessa faixa, como cursos de especialização, ensino superior ou "reciclagem".
- 4. Elaboração de planos de carreira e remuneração para os docentes, para a melhoria da qualidade do ensino público.
- 5. Outras despesas voltadas para a manutenção do ensino fundamental público.

Os estaduais:
- FPE (Fundo de Participação dos Estados);
- ICMS (Imposto sobre Circulação de Mercadorias e Serviços);
- IPI-Exp (Imposto sobre Produtos Industrializados para Exportação);

Os Municipais:
- FPM (Fundo de Participação dos Municípios),
- ICMS,
- IPI-Exp.

Incluem-se também 15% dos recursos da chamada Lei Kandir.
Os recursos desse fundo não podem ser transferidos para outras áreas da educação, como ensino médio ou superior, ainda que sejam mantidos pelo governo. Mas podem ser aplicados na educação básica de jovens e adultos.
O valor era dividido entre os governos estaduais e municipais de acordo com o volume de matrículas de alunos em cada rede de ensino e o total da receita prevista para o Fundef em cada Estado.
Até 1999, esse valor mínimo tinha que ser igual para todas as séries (em 1998 e 1999, esse valor foi R$315,00). Em 2000, um decreto fixou valores diferenciados para alunos entre a 1ª e 4ª séries (antigo primário) e 5ª a 8ª séries (antigo ginásio) e a União complementava quando ficavam abaixo dos mínimos aceitáveis.